# Rio Bogdana (Trotuş)
O Rio Bogdana é um rio da Romênia afluente do Rio Trotuş, localizado no distrito de Bacău.